# Michael Stonebraker
Michael Stonebraker (Milton, 11 de outubro de 1943)
é um informático estadunidense.